# Pháp Hiền
Pháp Hiền (zm. 626) – wietnamski mistrz thiền ze szkoły vinītaruci.

## Życiorys
Pochodził z wioski Gia Lâm w prowincji Bắc Ninh. Jego rodzinne nazwisko to Đỗ. Miał ponad siedem stóp wzrostu
Przyjął mnisią ordynację u mistrza Quána Duyêna w klasztorze Pháp Vân. Pháp Hiền został także jego uczniem.
Gdy do tego klasztoru przybył z Guangzhou Vinītaruci, pewnego dnia spotkał Phápa Hiềna, popatrzył na niego uważnie i powiedział: "Jak się nazywasz?" Pháp Hiền powiedział: "Jak się nazywasz, mistrzu?" Vinītaruci powiedział: "Ty nie masz nazwiska?" Pháp Hiền powiedział: "Oczywiście, że mam nazwisko, ale jak mogę go zrozumieć?" Vinītaruci skarcił go mówiąc: "Dlaczego używać zrozumienia?" W tym momencie Pháp Hiền osiągnął nagle oświecenie i pokłonił się.
Po śmierci Vinītaruciego Pháp Hiền udał się na górę Từ Sơn, aby dalej praktykować medytację. Otaczały go ptaki i zwierzęta. Coraz więcej ludzi słyszało o nim i gromadziło się wokół niego coraz więcej uczniów. W końcu zmuszony był wybudować klasztor, w którym studiowało ponad 300 uczniów. Tak rozkwitła "południowa szkoła thiền". Gdy chiński cesarz Sui Gaozu (pan. 581-604) usłyszał o tym, że w odleglej prowincji ludzie garną się do buddyzmu i kraj ten wychował już wybitnych mnichów, wysłał poselstwo z relikwiami i nakazał Phápowi Hiềnowi wybudować stupę na nie. Pháp Hiền wybudował stupę przy jego klasztorze, w Luy Lâu oraz postawił także stupy w innych prowincjach.
Zmarł w dziewiątym roku okresu Wude za dynastii Tang, czyli w roku 626.

## Linia przekazu Dharmy zen
Pierwsza liczba oznacza liczbę pokoleń mistrzów od 1 Patriarchy indyjskiego Mahakaśjapy.
Druga liczba oznacza liczbę pokoleń od 28/1 Bodhidharmy, 28 Patriarchy Indii i 1 Patriarchy Chin.
Trzecia liczba oznacza początek nowej linii przekazu w danym kraju.
- 30/3. Jianzhi Sengcan (ok. 529-613)

- 31/4/1. Vinītaruci (zm. 594)

- 32/5/2. Pháp Hiền (zm. 626)

Nie wiadomo czy Pháp Hiền był nauczycielem Huệ Nghiêma 
- 33/6/3. Huệ Nghiêm

- 34/7/4. Thanh Biện (zm. 686)